# Asteranthos brasiliensis
Asteranthos es un género monotípico de plantas con flores perteneciente a la familia Lecythidaceae. Su única especie:  Asteranthos brasiliensis Desf., es originaria de Brasil, Colombia y Venezuela. Fue descrita por René Louiche Desfontaines y publicada en Mémoires du Muséum d'Histoire Naturelle  6: 9 en el año 1820.

## Descripción
Aunque abundante, sólo crece en el bosque inundado , es cada vez menos frecuente con la ocupación humana. Tiene unas vistosas flores amarillas.

## Taxonomía
Asteranthos brasiliensis fue descrito por  René Louiche Desfontaines y publicado en Mémoires du Muséum d'Histoire Naturelle 6: 9, pl. 3. 1820.